# Hole in Your Soul
«Hole in Your Soul» es una canción de rock 'n ' roll de ABBA, lanzado en su álbum de ABBA : The Album. La canción era una re-masterización de Get On Your Carousel, un número que aparece en el mini- musical  The Girl With The Golden Hair, escrita por el grupo para sus giras de conciertos en 1977.

## Producción

### Get on the Carousel
ABBA Gold de ABBA explica "una buena parte de The Girl With The Golden Hair [Get on the Carousel] puede ser oído en la pista Hole in your Soul del ABBA: The Album, aunque esto no es evidente para todo el mundo, por ejemplo, Abba - Uncensored on the Record dice que la canción "no parece haber sido lanzada en disco por el grupo ABBA". Se trata esencialmente de una reelaboración de esa canción.
La canción fue el número final en el musical, y de acuerdo a Bright Lights Dark Shadows: The Real Story of Abba, fue "todo acerca de rehuir el negocio de la música que había hecho la chica [una estrella]". La canción fue lanzada para el álbum en 1977 por considerarse "una composición demasiado repetitiva e inapropiada de un disco." The Digital Fix señala que mientras la canción sigue siendo inédita, "se da un juicio justo en el metraje de conciertos" visto en la película Abba: The Movie.

### Producción tardía
Durante las giras de conciertos de ABBA de 1979, "las únicas veces... que los cuatro miembros de ABBA se agruparon fueron durante las canciones 'Hole In Your Soul' y 'The Way Old Friends Do'.

## Lanzamiento
Bright Lights Dark Shadows: The Real Story of Abba dijo: "el alto nivel de energía y el enfoque directo de 'Hole In Your Soul' estaba muy en sintonía con los singles que habían llevado a Abba en el primer lugar en Australia", por lo que es una "excelente opción para el mercado".

## Listas
Billboard explica que debido a que la canción Hole in your Sole, ABBA: The Album también fue un éxito en el mercado del rock.

## Recepción crítica
Abba - Uncensored on the Record dijo que la canción "fue otro ejemplo del grupo que demuestra que todavía podían rockear", y lo describe como "excepcionalmente bueno" para su género. Añade que "el uso de las voces de Benny y Bjorn entremezclados con Agnetha y Frida" es "sencilla pero muy efectiva y funciona muy bien." Abba's Abba Gold dijo que la canción tenía un "inolvidable - o totalmente convincente - coro". Los Angeles Times dijo que la canción "muestra que el grupo puede maniobrar bien" en una canción de estilo más rock-n- roll. El Sydney Morning Herald dijo que la canción "galopa bastante bien a lo largo", en el estilo distintivo del rock'n'roll de ABBA. Eugene Register -Guard dice que la canción "da a todos los cantantes un momento para ser el el centro de atención".